# 関根真隆
関根 真隆（せきね しんりゅう、1933年 - ）は、日本史学者。
東京生まれ。1960-62年聖徳太子奉讃会研究生。1962年立正大学大学院修士課程修了。1979年「奈良朝食生活の研究」で國學院大學文学博士。龍谷大学非常勤講師。宮内庁正倉院事務所調査室長。

## 著書
- 『奈良朝食生活の研究』吉川弘文館 日本史学研究叢書 1969
- 『奈良朝服飾の研究』吉川弘文館 日本史学研究叢書 1974
- 『万葉流転 寧楽史私考』教育社 1982
- 『名宝日本の美術 第4巻 正倉院』小学館 1982
- 『正倉院の宝物』保育社 カラーブックス 1988
- 『天平美術への招待 正倉院宝物考』吉川弘文館 1989
- 『正倉院への道 天平美術への招待』吉川弘文館 1991

編纂
- 『正倉院文書事項索引』編 吉川弘文館 2001

## 論文
- <関根真隆